# Zelig
Zelig ist die zweite Pseudo-Dokumentation (engl. auch Mockumentary) des US-amerikanischen Regisseurs Woody Allen nach Woody, der Unglücksrabe. Es ist die elfte Regiearbeit des New Yorker Regisseurs und stellt durch ihren technischen Aufwand und ihren scheinbar historischen Bezug eine weitere Wegmarke im künstlerischen Werk Woody Allens dar. Zahlreiche Wochenschauaufnahmen aus Archivmaterialien wurden aufwändig bearbeitet, um die Figur des Leonard Zelig als bekannte Persönlichkeit der 1920er Jahre erscheinen zu lassen.

## Handlung
Der Film spielt in New York am Ende der zwanziger Jahre. Leonard Zelig besitzt eine besondere Eigenschaft: Durch seine Unsicherheit gegenüber anderen Leuten passt er sich mental und physisch an die jeweilige Umgebung an. In der Nähe von Gangstern wird er z. B. selbst zum Gangster. Er wird durch diese Eigenschaft als menschliches Chamäleon weltbekannt. Neben anderen Wissenschaftlern nimmt sich die Psychiaterin Dr. Eudora Fletcher des Falles an. Sie verliebt sich in ihn und heilt ihn durch intensive Therapie kurzfristig. Erneut problematisch wird die Situation, als Zeligs Vergangenheit immer mehr in den öffentlichen Fokus gerät. Es finden sich ehemalige Geliebte und Gattinnen, Leute, die ihn als ihren Zahnarzt wiedererkennen, und viele andere, die nun Regress fordern. Er flüchtet nach Deutschland, wo er aufgrund der äußeren Umstände zum Nationalsozialisten wird. Eudora sucht ihn und macht ihn auf dem Reichsparteitag direkt hinter Hitler ausfindig. Sie flüchtet mit ihm zurück in die Vereinigten Staaten, wo beide als Nationalhelden gefeiert werden.

## Kritiken
- Der Spiegel, 40/1983: Woody Allen hat sich mit seinem Zelig so geschickt in die Zeitgeschichte eingeschlichen, daß er von ihr nicht mehr zu trennen ist. Vielleicht muß ja nach Zelig die Geschichte des Dritten Reichs wirklich umgeschrieben werden. Denn daß Hitler ein frustrierter Witzeerzähler war, der über Polen auch andere als seine blutigen Witze riß, ist, Gott hab ihn Zelig, auch neu. Es liegt daran, daß Allen die Historie nicht plump fälscht, sondern sie als Fußnote zu Zeligs Biographie betrachtet.[1]

- Lexikon des internationalen Films: In Stil und Gestus eine perfekte Vortäuschung eines gängigen Dokumentarfilms über eine Person der Zeitgeschichte. Eine meisterliche Satire auf Pathos, Verlogenheit, Authentizitätsgehabe und Sensationsgier einer medienbestimmten Öffentlichkeit, aber auch ein filmisches Essay über Identität und Anpassung in der modernen Welt.[2]

## Anekdoten
- Bekannte Intellektuelle wie Susan Sontag, Saul Bellow oder Bruno Bettelheim kommentieren die Filmhandlung, um den Film wie eine echte Dokumentation erscheinen zu lassen.
- Der Film verwendet sowohl Schwarzweiß- als auch Farbsequenzen, wobei Gegenwartsaufnahmen immer farbig sind. Es wurden unter anderem Kameralinsen aus den zwanziger Jahren benutzt, um einen fließenden Übergang zwischen dem verwendeten Wochenschaumaterial und dem neuen Material zu schaffen.
- Mae  Questel singt das für den Film komponierte Lied „Chameleon Days“. Sie ist ebenfalls aus dem Film New Yorker Geschichten bekannt, in dem sie die Mutter von Woody Allens Filmfigur spielt.
- Zelig erhielt zwei Oscar-Nominierungen für die beste Kamera und die besten Kostüme, gewann aber keinen der Preise.
- In der deutschen Synchronfassung ist die Off-Stimme des Erzählers Ulrich Wickert – damals Amerika-Korrespondent, der spätere „Mr. Tagesthemen“.